# Rabbinat Altkirch
Das Rabbinat Altkirch war ein zum 1. Juli 1844 geschaffener Rabbinatsbezirk (französisch circonscription rabbinique) in Altkirch, einer französischen Stadt im Département Haut-Rhin in der Region Elsass.

## Gesetz vom 25. Mai 1844
Das Gesetz vom 25. Mai 1844, das die Statuten der jüdischen Religionsgemeinschaft („Règlement pour l'organisation du culte israélite“) in Frankreich festlegte, bestimmte die Schaffung des Rabbinatsbezirks Altkirch.

## Zusammensetzung
Zum 1. Juli 1844 wurden folgende jüdische Gemeinden zum Rabbinat Altkirch zusammengeschlossen:
- Altkirch
- Hagenbach
- Hirsingen
- Luemschwiller
- Wittersdorf
- Seppois-le-Bas, nach 1910 (vorher dem Rabbinat Belfort zugehörig)